# Ефрем (Хвостов)
Митрополит Ефрем (фамилия в миру Хвостов (?); ум. 26 декабря 1613, Казань) — епископ Русской церкви, митрополит Казанский и Свияжский, местоблюститель патриаршего престола. В последний год своей жизни венчал на царство основателя династии Романовых Михаила Фёдоровича.

## Биография
Вероятно, Ефрем был насельником Спасо-Преображенского монастыря, а позднее иной обители, название которой пока не установлено.
На Казанскую кафедру был назначен в августе 1606 года, после того как митрополит Казанский Гермоген был избран патриархом.
В 1607—1610 годах вместе с казанскими воеводами В. П. Морозовым и Б. Я. Бельским управлял Казанью и Казанским краем, поддерживал царя Василия Иоанновича Шуйского. Позиция архиерея способствовала успехам властей в подавлении сторонников И. И. Болотникова и Лжедмитрия II.

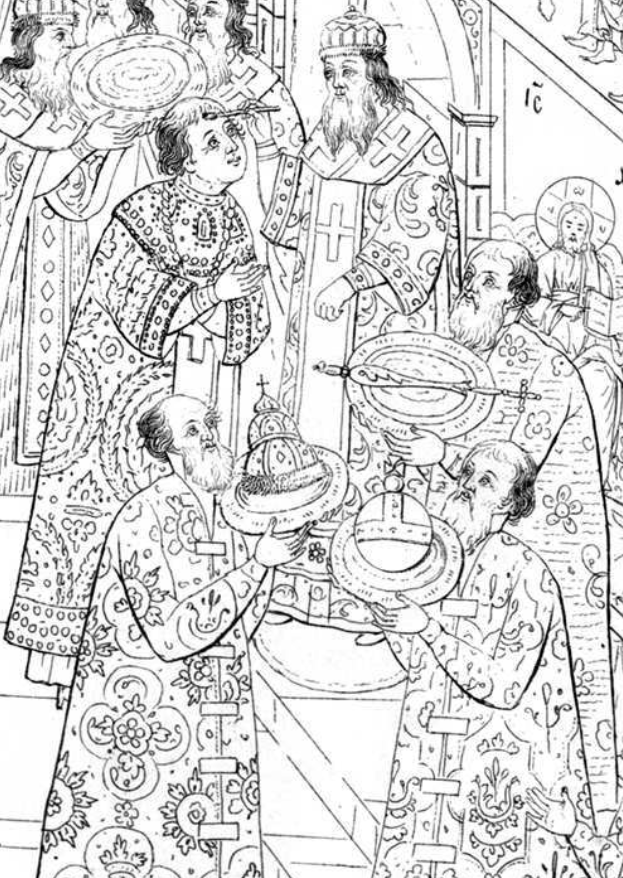
Митрополит Ефрем помазует Михаила, венец держит Иван Никитич Романов, скипетр - Дмитрий Тимофеевич Трубецкой, державу - Дмитрий Михайлович Пожарский. "Коронационный альбом Михаила Романова", 1673 г.

Когда из Москвы стали поступать грамоты с призывом собирать ополчения и отправлять в Москву для борьбы с поляками, митрополит Ефрем с большим сочувствием откликнулся на этот призыв. По его благословению было создано первое ополчение.
Патриотическая деятельность митрополита Ефрема возвысила его в глазах московского боярства. Все призывные грамоты из Москвы стали поступать на его имя. Патриарх Ермоген, находившийся в заточении, сумел передать грамоту в Нижний Новгород, в которой через новгородцев обращался к митрополиту Ефрему: «Пишите в Казань к митрополиту Ефрему: пусть пошлёт в полки к боярам и к казацкому войску учительную грамоту, чтобы они стояли крепко за веру и не принимали Маринкина сына на царство, — я не благословляю». Святитель Ефрем выполнил завещание патриарха: он разослал призывные грамоты по многим городам Поволжья, в которых призывал стойко стоять за единение с Москвой, за независимость Русского государства от посягательств польских властей.
В начале сентября казанцы во главе с митрополитом Ефрем осудили убийство казаками одного из предводителей Первого ополчения, П. П. Ляпунова, и отказались присягать сыну Лжедмитрия II.
На Великом Земском Соборе 21 февраля 1613 года под его председательством Митрополита Ефрема он первый подписал Утвержденную Грамоту об избрании нового царя — Михаила Фёдоровича Романова.
11 июля 1613 года митрополит Ефрем вместе с «Освященным Собором» венчал Михаила Фёдоровича на царство. Затем поучал нового царя охранять Православную Церковь, Русское государство, почитать чин духовный и любить свой народ. Очевидно из Москвы им привозится печатное Евангелие 1606 г., гравюры которого были расписаны «по благословению» митрополита" золотописцем Посольского приказа Богданом Перфирьевым (Парфением Порфирьевым). Евангелие это было вложено святителем в Благовещенский собора Казани, а сейчас хранится в Национальном музее Республики Татарстан под названием «Ефремово Евангелие».
Скончался 26 декабря 1613 года. По воле государя управление Русской Церковью поручено было митрополиту Крутицкому Ионе. Погребен в пещере Спасо-Преображенского монастыря.